# Гяльский, Ксавер
Ксавер Шандор Гяльский (хорв. Ksaver Šandor Gjalski, 26 октября 1854 — 9 февраля 1935) — хорватский писатель эпохи реализма, общественный деятель.

## Биография
Происходил из шляхетской хорватской семьи Бабич. Родился в замке Гредице вблизи Загреба, получив имя Любовир Тито Иосиф Франьйо. Его родители были сторонниками иллиризма. Начальную и среднюю школу окончил в г. Вараждин. Продолжил обучение в гимназии в Загребе.
Впоследствии поступил в Загребского университета на юридический факультет. Впрочем, вскоре перевелся в Венского университета, который окончил в 1874 году. Но сдать государственный экзамен сумел лишь в 1878 году. Того же года устраивается на государственную службу в г.Копривница.
С 1891 до 1898 годов был активным деятелем шляхетской оппозиции, выступавшей против засилья венгерской администрации в Хорватии. Наконец в 1898 году был уволен с государственной службы. В 1906 году избирается в Сабор Хорватии, где продолжил свою политическую деятельность.
После завершения Первой мировой войны поддержал создание Королевства сербов, хорватов и словенцев. С 1917 до 1918 года был председателем Загребской жупании. В 1919 году избирается членом общего Собрания королевства Югославия. В 1920 году отошел от политических дел, жил в своем замке возле Загреба, где и умер в 1935 году.

## Творчество
Специализировался на создании рассказов и романов, часто на историческую тематику. Гяльский был мастером романа о молодом интеллигенте. За это часто его называли хорватским Тургеневым. В его доработки многочисленные сборники рассказов («Под Старыми крышами», 1886 год; «Три повести без названия», 1887; «От вармеджийских времен», 1891 год), социально-психологических романов («В ночи», 1886 год; «Янко Бориславич», 1887; «Джюрджица Агич», 1889; «Радмилович», 1894 год), исторических романов («Рассвет», 1892; «За родное слово», 1906 год).
В своих произведениях широко разрабатывал тему национальной борьбы, где элегически воспевал вымирающие старинные роды, изображая их носителями хорватского национального духа и рыцарских традиций. В то же время он сумел подняться до острой социальной критики современности бюрократии и высших кругов общества, а также в показе страданий «маленького человека».
Поздние произведения Ксавера Шандора Гяльского проникнуты пессимизмом, мистической верой во всемогущество злого года.